# Tuuri
Tuuri, detto anche Palvonen, nella mitologia finlandese è il dio delle nubi e dei fenomeni atmosferici. Trova diverse analogie con la figura di Thor, dio del pantheon della mitologia norrena.
Nel Kalevala compare per la prima volta nel canto XV quando l'ape che aiuta la madre di Lemminkäinen è chiamata a volare nelle stanze del dio per trovare gli unguenti che potranno far resuscitare l'eroe dalla morte.